# Nephilidae
Nephilidae este o familie de păianjeni din suprafamilia Araneoidea. 

## Descriere

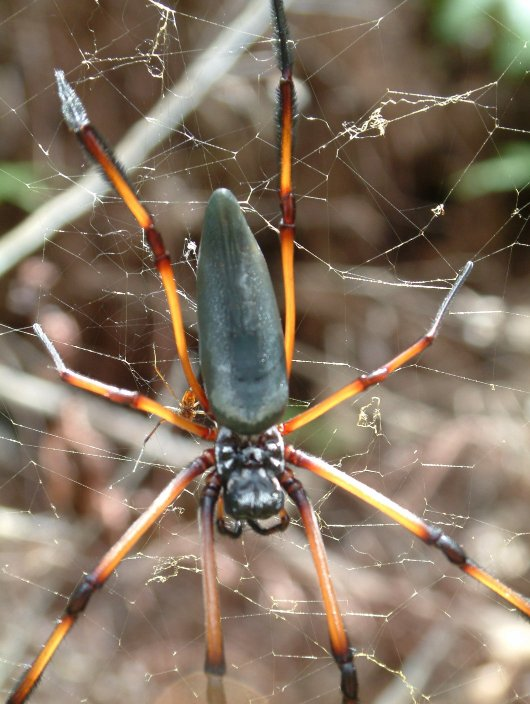
Nephila sp.

Familia include cei mai mari păianjeni țesători (genul Nephila), unele specii fiind de mărimea unei palme de om, inclusiv lungimea picioarelor. Masculii sunt extrem de mici în comparație cu femelele, având o lungime de 1/5 din cea a femelei. Astfel, femelele ajung până la 4 cm, iar masculii - maxim 1 cm. Acști păianjeni au 8 ochi aranjați în 2 rânduri. Chelicerele sunt bine dezvoltate, pe articolele bazale posedă două rânduri de dințișori. Femele prezintă două canale genitale: spermatecă, unde se depozitează sperma și altul ce duce spre uter, unde are loc fecundarea.

## Modul de viață
Aceștia sunt țesători iscusiți. Ei construiesc o pânză rotundă, verticală cu fire de mătase galbene. Pânza este deseori reînnoită, deoarece își pierde viscozitatea după câteva ore. Culoarea firelor atrage insectele în pânza. Deseori, membrii genului Nephila sunt parazitați de alți păianjeni mici ca Argyrodes. Probabil, că reconstrucția continuă a pânzei este o modalitate scăpa temporar de aceștia. Glandele veninoase secretă o otravă destul de puternică. Ea poate provoca umflături și bășici pe piele, dar fără consecințe letale pentru om.

## Utilizarea mătasei
În ultimii ani, se studiază posibilitate de a folosi firul de mătase în nanotehnologii sau sintetizarea unor materiale asemănătoare. Deoarece din puntc de vedre tehnic, rezistență la întindere este mai mare decât cea oțelului, prezintă o elasticitate înaltă, posedă capacitatea să absorbe apa fără să-și pierdă proprietățile. 

## Reproducere
Este foarte răspândit canibalismul sexual. După împerechere femela își mănâncă masculul. Chiar și apropierea de femelă înainte de acuplare poate fi periculoasă.

## Răspândire
Această familie este răspândită în regiunile tropicale, în special în Australia, Asia, Africa și America

## Sistematică
Familia Nephilidae cuprinde 75 de specii descrise grupate în 4 genuri. Anterior, ei au fost incluși în familiile Araneidae și Tetragnathidae. Genul Singafrotypa a fost transferat la Araneidae în 2002.
- Clitaetra Simon, 1889 (Africa, Madagascar, Sri Lanka)
- Herennia Thorell, 1877 (Asia de Sud, Australia)
- Nephila Leach, 1815 (Pantropical)
- Nephilengys L. Koch, 1872 (Pantropical)